# Хесс, Лайам
Ла́йам Хесс (англ. Liam Hess, род. 28 марта 1992, Челтнем, Глостершир, Англия) — английский актёр.
Наиболее известен своей ролью Луиса Фархейда в прайм-тайм телесериале Casualty телеканала BBC Television. Также исполнял ведущую роль персонажа Грега Кинга в популярном телесериале Don't Blame Me телеканала Channel 5.
В 2002 году за лучшее исполнение в «The Whistle Blower» был номинирован на премию ACEA. В 2003 году он стал победителем премии ACEA и премии Австралийского института кинематографии за лучшее исполнение в сериале «Don't Blame Me».
Его недавней работой стала роль Питера Дайера в полнометражной картине «Ангус, стринги и поцелуи взасос», продюсированной Paramount Pictures.

## Избранная фильмография
| Год       |   | Русское название                | Оригинальное название              | Роль               |
| --------- | - | ------------------------------- | ---------------------------------- | ------------------ |
| 1999      | с |                                 | Murder Most Horrid                 | Рори Филипс        |
| 2000      | ф |                                 | The Wyvern Mystery                 | Вилли              |
| 2000      | ф | Врачи                           | Doctors                            | Том Болтон         |
| 2000      | с | Книжный магазин Блэка           | Black Books                        | Джимбо             |
| 2000      | ф |                                 | The Calling                        | Сэмми Пламбер      |
| 2001      | ф | Лики смерти                     | Edges of the Lord                  | Толо               |
| 2001      | с |                                 | Down to Earth                      | Джейк              |
| 2001      | ф |                                 | The Whistle Blower                 | Дэниель Трейси     |
| 2002      | с |                                 | Don't Blame Me                     | Грег Кинг          |
| 2002—2004 | с | Катастрофа                      | Casualty                           | Луис Фархейд       |
| 2003      | ф |                                 | Softies                            | Коси               |
| 2004      | с |                                 | Grass                              | Криспин Уинтервилл |
| 2004      | ф | Мой папа — премьер-министр      | My Dad's the Prime Minister        | Дом Кларксон       |
| 2008      | ф | Ангус, стринги и поцелуи взасос | Angus, Thongs and Perfect Snogging | Питер Дайер        |